# 张景宁
张景宁（1911年7月26日—1991年5月18日），广东台山人，中华人民共和国政治人物，广西壮族自治区人大常委会原副主任，第三届全国人大代表、第五、六、七届全国政协委员。